# Sidewalk Prophets

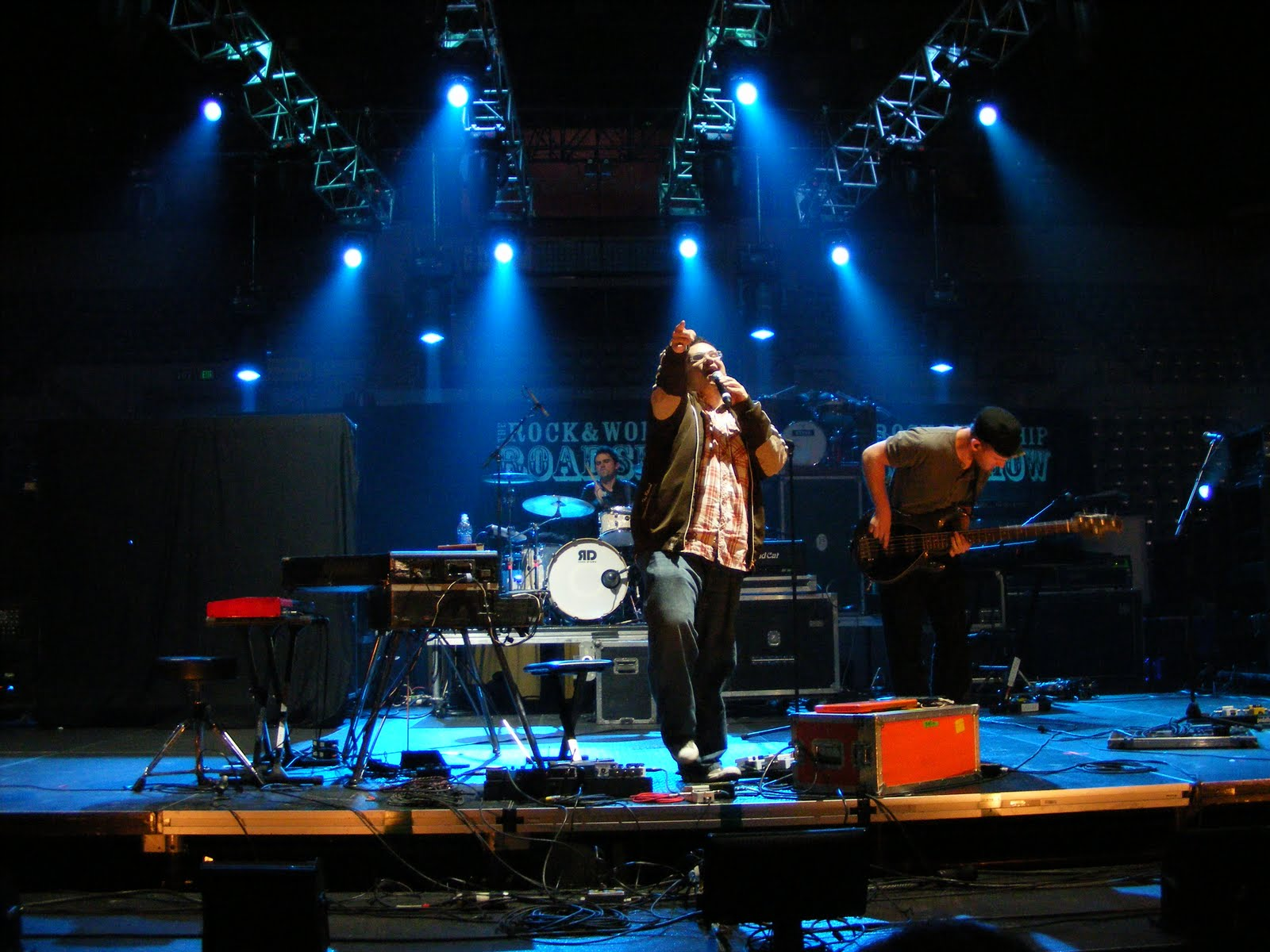
Sidewalk Prophets (2011)

Die Sidewalk Prophets sind eine US-amerikanische Alternative-Rock-Band aus dem Bereich der christlichen Popmusik.

## Bandgeschichte
Gegründet wurden die Sidewalk Prophets 2003 in Anderson im Bundesstaat Indiana von den beiden College-Schülern Dave Frey und Ben McDonald. Insgesamt besteht die Band aus fünf Musikern. Bereits im ersten Jahr produzierten sie ein eigenes Independent-Album mit dem Titel Sidewalk Prophets. Sie veröffentlichten noch eine weitere EP in Eigenregie mit dem Titel You Love Me Anyway bevor sie schließlich in Word Records ein Label fanden. Sie spielten im Vorprogramm von Audio Adrenaline und Jeremy Camp und veröffentlichten 2009 ihr erstes Labelalbum. Mit These Simple Truths kamen sie auf Platz fünf der US-Heatseeker-Charts und hatten mit The Words I Would Say einen Nummer-drei-Hit in den Christian-Songs-Charts. Dies brachte ihnen im Jahr darauf bei den GMA Dove Awards den Newcomer-Preis ein.
In der Folge hatten sie immer wieder Erfolge in den Christian-Songs-Charts, You Love Me Anyway wurde 2011 ein Nummer-eins-Hit in diesen speziellen Charts. Das zweite Album Live Like That wurde ein Jahr später fertiggestellt. Der Titelsong erreichte Platz zwei bei den Christian Songs und das Album kam in den entsprechenden Albumcharts auf Platz drei. Außerdem konnte es sich in den offiziellen Albumcharts auf Platz 83 platzieren. 2013 brachten die Sidewalk Prophets ein Weihnachtsalbum heraus. Merry Christmas to You kam erneut in die Charts und das Lied Help Me Find It kam auf Platz drei der Weihnachtscharts.

## Mitglieder
- Dave Frey, Sänger
- Ben McDonald, Gitarrist
- Shaun Tomczak, Gitarrist
- Cal Joslin, Bassist
- Justin Nace, Schlagzeuger

Ehemaliges Mitglied
- Chris Jordan, Gitarrist

## Diskografie

### Studioalben
| Jahr | Titel                       | Höchstplatzierung, Gesamtwochen, AuszeichnungChartplatzierungen (Jahr, Titel, Platzierungen, Wochen, Auszeichnungen, Anmerkungen) | Höchstplatzierung, Gesamtwochen, AuszeichnungChartplatzierungen (Jahr, Titel, Platzierungen, Wochen, Auszeichnungen, Anmerkungen) | Anmerkungen                           |
| Jahr | Titel                       | US | Christ | Anmerkungen                           |
| ---- | --------------------------- | --- | --- | ------------------------------------- |
| 2003 | Sidewalk Prophets           | — | — | Erstveröffentlichung: 2003            |
| 2009 | These Simple Truths         | — | Christ15 (99 Wo.)Christ | Erstveröffentlichung: 25. August 2009 |
| 2012 | Live Like That              | US83 (3 Wo.)US | Christ3 (58 Wo.)Christ | Erstveröffentlichung: 27. März 2012   |
| 2015 | Something Different         | US144 (1 Wo.)US | Christ4 (31 Wo.)Christ | Erstveröffentlichung: 28. August 2015 |
| 2020 | The Things That Got Us Here | US176 (1 Wo.)US | Christ2 (… Wo.)Christ | Erstveröffentlichung: 3. Juli 2020    |

### Weihnachtsalben
| Jahr | Titel                  | Höchstplatzierung, Gesamtwochen, AuszeichnungChartplatzierungen (Jahr, Titel, Platzierungen, Wochen, Auszeichnungen, Anmerkungen) | Höchstplatzierung, Gesamtwochen, AuszeichnungChartplatzierungen (Jahr, Titel, Platzierungen, Wochen, Auszeichnungen, Anmerkungen) | Anmerkungen                              |
| Jahr | Titel                  | US | Christ | Anmerkungen                              |
| ---- | ---------------------- | --- | --- | ---------------------------------------- |
| 2013 | Merry Christmas to You | US177 (1 Wo.)US | Christ8 (10 Wo.)Christ | Erstveröffentlichung: 24. September 2013 |

### EPs
- 2007: Love Me Anyway

### Singles
| Jahr | Titel Album                                   | Höchstplatzierung, Gesamtwochen, AuszeichnungChartsChartplatzierungen (Jahr, Titel, Album, Platzierungen, Wochen, Auszeichnungen, Anmerkungen) | Anmerkungen                                                                    |
| Jahr | Titel Album                                   | Christ | Anmerkungen                                                                    |
| --- | --------------------------------------------- | --- | ------------------------------------------------------------------------------ |
| 2009 | The Words I Would Say These Simple Truths     | Christ3 Gold · (39 Wo.)Christ | Verkäufe: + 500.000                                                            |
| 2010 | You Can Have Me These Simple Truths           | Christ16 (20 Wo.)Christ |                                                                                |
| 2010 | Hope Was Born This Night Come Now Our King    | Christ8 (5 Wo.)Christ |                                                                                |
| 2011 | You Love Me Anyway These Simple Truths        | Christ1 Gold · (41 Wo.)Christ | Verkäufe: + 500.000                                                            |
| 2012 | Live Like That                                | Christ2 Gold · (35 Wo.)Christ | Verkäufe: + 500.000                                                            |
| 2013 | Help Me Find It Live Like That                | Christ2 (44 Wo.)Christ |                                                                                |
| 2014 | Keep Making Me Live Like That                 | Christ7 (27 Wo.)Christ |                                                                                |
| 2014 | Hope Can Change Everything –                  | Christ14 (7 Wo.)Christ | mit Francesca Battistelli, Jeremy Camp, Jamie Grace, Matt Maher & Bart Millard |
| 2015 | Save My Life Live Like That                   | Christ17 (25 Wo.)Christ |                                                                                |
| 2015 | Prodigal Something Different                  | Christ14 (25 Wo.)Christ |                                                                                |
| 2016 | To Live Is Christ Something Different         | Christ26 (23 Wo.)Christ |                                                                                |
| 2017 | Come to the Table Something Different         | Christ11 (31 Wo.)Christ |                                                                                |
| 2019 | Smile The Things That Got Us Here             | Christ21 (22 Wo.)Christ | Erstveröffentlichung: 20. September 2019                                       |
| 2020 | Chosen The Things That Got Us Here            | Christ32 (20 Wo.)Christ | Erstveröffentlichung: 8. Januar 2020                                           |
| 2022 | I Believe It Now The Things That Got Us Here  | Christ35 (… Wo.)Christ | Erstveröffentlichung: 18. Februar 2022 mit Olivia Lane                         |
| Folgende Lieder erschienen nicht als Single, wurden aber durch das Album zum Download und Streaming bereitgestellt und konnten somit eine Platzierung erlangen: |                                               | |                                                                                |
| |                                               | |                                                                                |
| 2013 | Because It’s Christmas Merry Christmas to You | Christ6 (6 Wo.)Christ |                                                                                |
| 2013 | O Holy Night –                                | Christ36 (3 Wo.)Christ |                                                                                |
| 2014 | What a Glorious Night Merry Christmas to You  | Christ6 (5 Wo.)Christ |                                                                                |